# Dunkelgraue Nessel-Höckereule
|  | Dieser Artikel wurde aufgrund von formalen oder inhaltlichen Mängeln in der Qualitätssicherung Biologie zur Verbesserung eingetragen. Dies geschieht, um die Qualität der Biologie-Artikel auf ein akzeptables Niveau zu bringen. Bitte hilf mit, diesen Artikel zu verbessern! Artikel, die nicht signifikant verbessert werden, können gegebenenfalls gelöscht werden. Lies dazu auch die näheren Informationen in den Mindestanforderungen an Biologie-Artikel. |

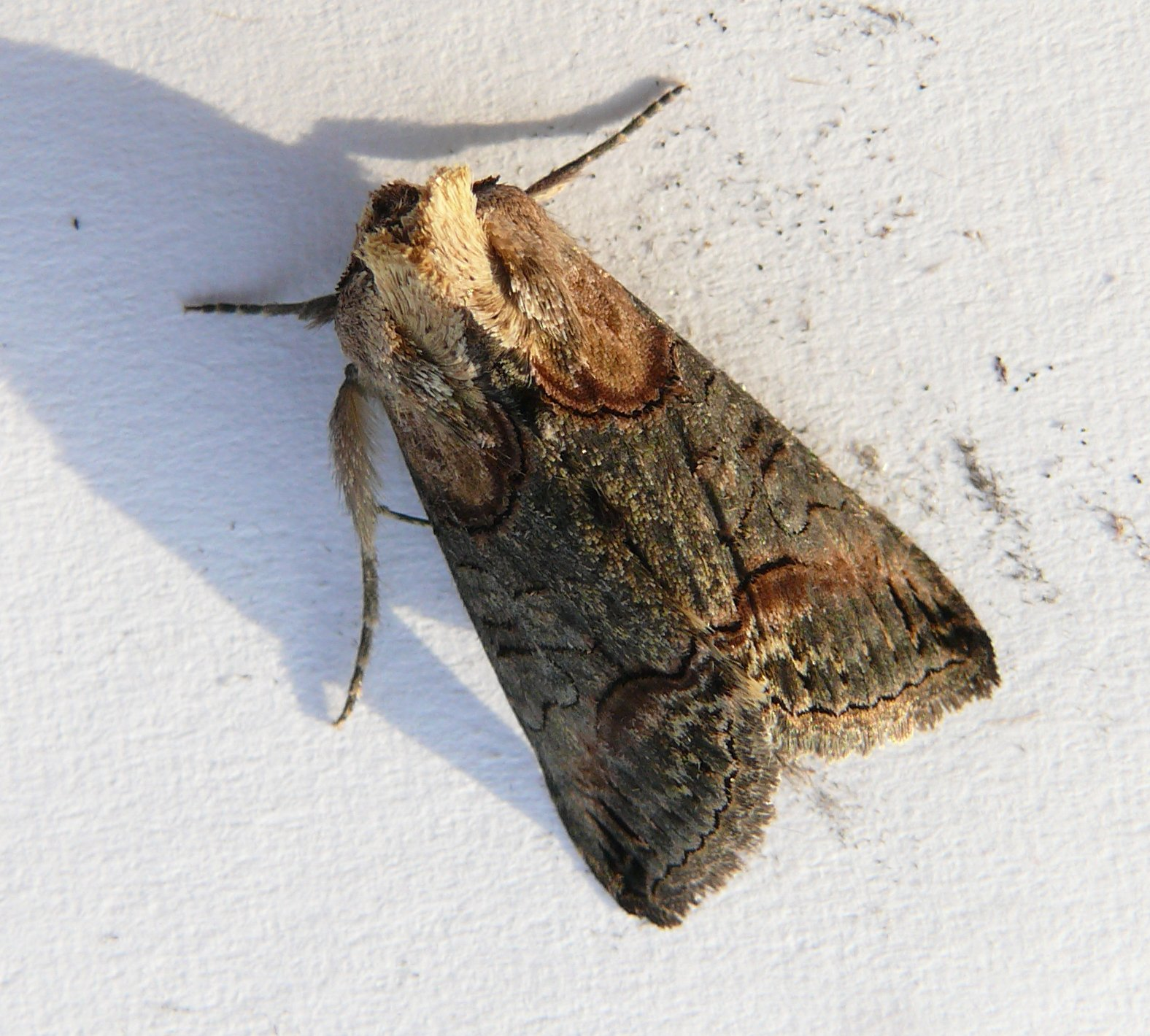
Abrostola triplasia von oben

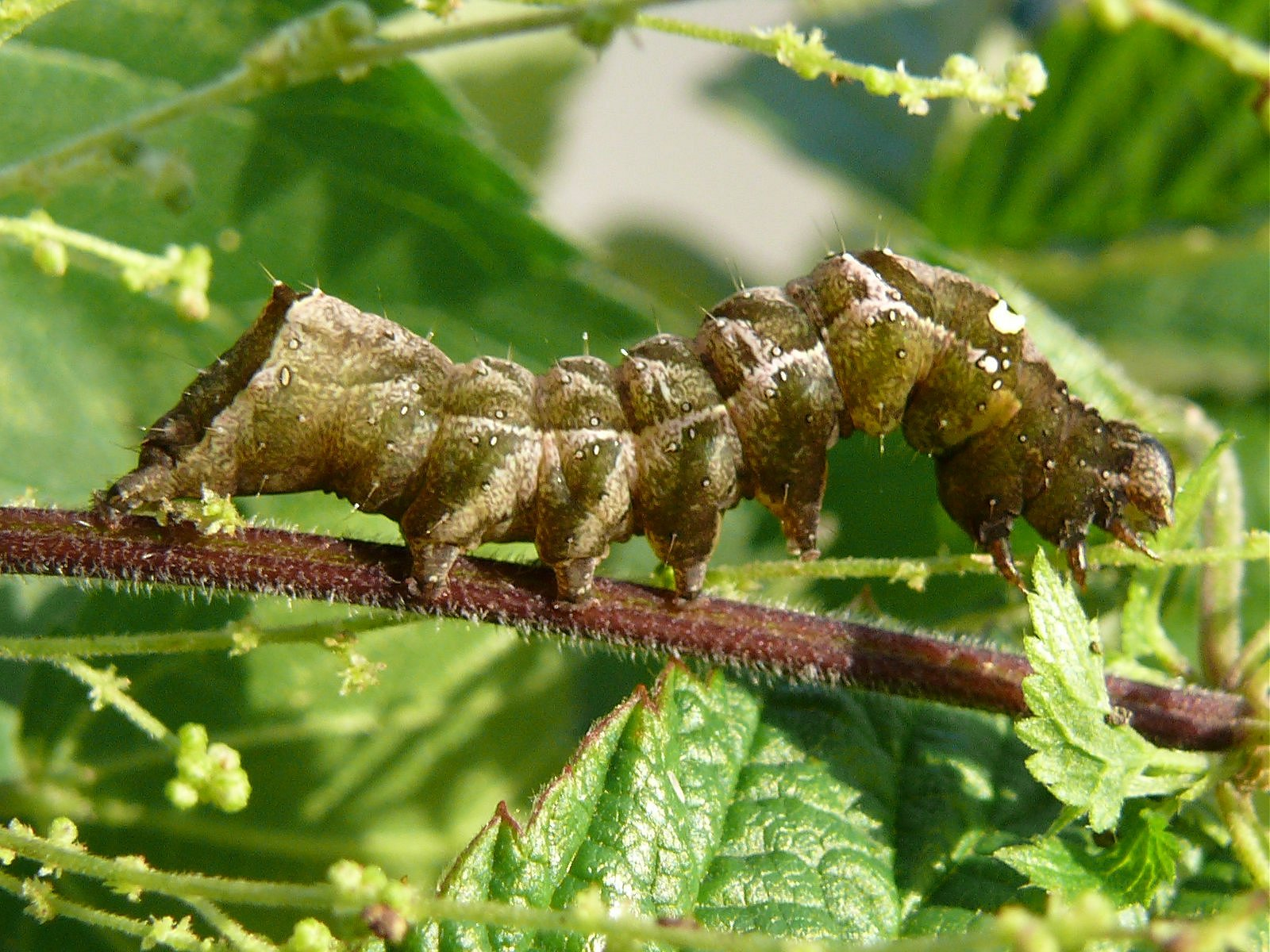
Raupe von Abrostola triplasia

Die Dunkelgraue Nessel-Höckereule (Abrostola triplasia) ist ein Schmetterling aus der Familie der Eulenfalter (Noctuidae).

## Merkmale
Abrostola triplasia kann leicht mit anderen Abrostola-Arten, wie der Schwalbenwurz-Höckereule (Abrostola asclepiadis) oder der Silbergrauen Nessel-Höckereule (Abrostola tripartita) verwechselt werden. Die Raupen der ähnlichen Arten können allerdings leicht voneinander unterschieden werden. Die Falter von Abrostola agnorista sind meist nur durch Genitaluntersuchung von Abrostola triplasia unterscheidbar.
Der Falter besitzt einen relativ schmalen Vorderflügel, weshalb er eher schlank wirkt. Es sind keine oder nur sehr dünne schwarze Aderstriche im Saumfeld bei dunkelgrauen Falter vorhanden. Das Saumfeld ist im oberen Bereich von gleicher Grundfarbe wie das Mittelfeld, ansonsten ist es dunkel schiefergrau bis mittelgrau, im unteren Teil können gelbliche Einmischungen vorkommen. Das Basalfeld hingegen besitzt eine deutliche gelbe Einmischung. Die Makeln sind nur schwach oder gar nicht schwarz umrandet. Die im unteren  Teil deutlich gebogene Querlinie, endet spitzwinklig am Innenrand.

## Verbreitung
Abrostola triplasia ist die am weitesten verbreitete Art der Gattung Abrostola. Das Verbreitungsgebiet reicht vom Marokko bis Japan. Eine Ausnahme bilden subarktische Gebiete mit einer Jahresmitteltemperatur von unter 6 °C. In den wärmsten und trockensten Regionen des Mittelmeerraums, des Nahen Ostens und der xeromontanen Gebirge West- und Zentralasiens kommt die Art nur verstreut vor oder fehlt ganz.

## Lebensweise
Der recht häufige Falter bildet zwei Generationen pro Jahr, welche von Mitte April bis in den September, manchmal sogar bis in den Oktober hinein fliegen. Die Raupen fressen ausschließlich Brennnesseln und selten auch Hopfen. Die Art überwintert als Puppe.

## Systematik
Auf verschiedensten Webseiten und in mancher Literatur über die Gattung Abrostola herrscht Verwirrung, da in der Linnéschen-Sammlung sowohl die silbergraue Abrostola tripartita als auch die dunkelgraue Abrostola triplasia unter dem Namen "Phalaena Noctua triplasia" vertreten waren, weshalb die dunkelgraue Abrostola-Art 1864 in A.  trigemina umbenannt wurde. Durch akribische Analyse des Linnéschen Materials 1993 durch Mikkola & Honey konnte festgestellt werden, welche Exemplare der Abrostola-Arten aus Linnés Zeit stammen und welche der Sammlung später beigefügt wurden. Dadurch setzte sich ab Mitte der 1990er Jahre für die silbergraue Art der heutige Name Abrostola tripartita und für die dunkelgraue Art der ursprüngliche Name Abrostola triplasia durch.